# Regime dei magistri militum
Con il titolo di Magister militum, carica romana istituita sin dai tempi di Teodosio I, furono designati i capi militari incaricati dall'esarca di Ravenna di reggere il Ducato di Venezia.

## Storia
Il regime si affermò nel quinquennio successivo alla morte del doge Orso Ipato, che aveva tentato di sottrarsi all'autorità dell'impero bizantino. Si succedettero annualmente:
- (738) Domenico Leone
- (739) Felice Corniola
- (740) Teodato
- (741) Gioviano Cepanico
- (742) Giovanni Fabriciaco

Nel 742 Giovanni fu deposto, tonsurato ed abbacinato nel corso di una rivolta e gli successe Teodato Ipato, a quel punto fu restaurata la carica ducale, per la quale i bizantini riconobbero il principio dell'elettività, e Teodato fu eletto doge.